# Fungo carnívoro
Fungos carnívoros ou fungos predadores são fungos que obtêm alguns ou a maioria de seus nutrientes por aprisionamento e digestão de animais muito pequenos ou microscópicos. Estão descritas mais de 200 espécies, pertencentes aos filos Ascomycota, Mucoromycotina, e Basidiomycota. Normalmente vivem no solo e muitas espécies capturam ou atordoam nemátodes (fungos nematófagos), enquanto outros atacam amebas ou espécies de Collembola. Os fungos que vivem na epiderme, pelo, pele, unhas, escamas ou penas de animais vivos ou mortos são considerados dermatófitos e não carnívoros. De igual modo, os fungos de orifícios e tratos digestivos de animais não são carnívoros, e nenhum destes tipos de fungos são patógenos internos. Tão pouco os patógenos de insectos que atordoam e colonizam insectos são considerados carnívoros se o talo do fungo se encontra sobretudo no insecto como no caso de Cordyceps, ou se este se agarra ao inecto como no caso de Laboulbeniales.
Foram observados dois mecanismos básicos de aprisionamento em fungos carnívoros predadores de nemátodes:
- anéis constrictores
- estruturas adesivas

A sequenciação do ADN ribossómico mostrou que estes tipos de mecanismos ocorrem em fungos de linhagens separadas, um exemplo de evolução convergente.